# استودیوهای سینمایی بزرگ
استودیوهای سینمایی بزرگ (انگلیسی: Major film studios) شرکت‌های ساخت و توزیع‌ هستند که سالیانه شمار قابل توجهی فیلم منتشر می‌کنند و همواره سهم مهمی از درآمد گیشه را در بازار معلوم به دست می‌آورند. در بازارهای آمریکا و بین‌المللی، استودیوهای سینمایی بزرگ که پنج استودیوی بزرگ نیز شناخته می‌شوند، معمولاً پنج کوورسازی رسانه‌ای متنوع دانسته می‌شوند که شرکت‌های تابعهٔ تولید و توزیع گوناگون آن‌ها، در مجموع حدود ۸۰ تا ۸۵ درصد از درآمد گیشه ایالات متحده را در اختیار دارند.

## استودیوهای بزرگ

### کنونی
| استودیوی مادر (کوورسازی رسانه‌ای)        | واحد اصلی استودیوی فیلم‌سازی استودیو ثانویه | تاریخ تأسیس                | فیلم هنری/فیلم مستقل                                                     | ژانر فیلم/فیلم درجه ب                                     | ژانر فیلم/فیلم درجه ب                                 | پویانمایی | سایر بخش‌ها و برندها                                                                                               | سایر بخش‌ها و برندها | OTT/VOD                                                                           | سهم بازار در آمریکا و کانادا (۲۰۲۲) |
| --------------------------------------- | ------------------------------------------ | -------------------------- | ------------------------------------------------------------------------ | --------------------------------------------------------- | ----------------------------------------------------- | --- | --- | --- | --------------------------------------------------------------------------------- | ----------------------------------- |
| ان‌بی‌سی یونیورسال (کامکست)               | یونیورسال پیکچرز                           | ۳۰ آوریل ۱۹۱۲              | - فوکس فیچرز - هولو (۳۳٪)                                                | - فوکس فیچرز - ورکینگ تایتل فیلمز                         | - فوکس فیچرز - ورکینگ تایتل فیلمز                     | - ایده بزرگ انترتینمنت - جی‌وارد پروداکشنز (۵۰٪) - دریم‌ورکس انیمیشن - کلاسیک مدیا - ایلومینیشن (شرکت) - استودیوهای انیمیشن یونیورسال | - شرکای امبلین (سهام‌دار خرد) - کارنیوال فیلمز - ان‌بی‌سی یونیورسال ژاپن                                             | - یوآی‌پی - سرگرمی خانگی یونیورسال پیکچرز | پیکاک هولو (۳۳٪) شوتایم                                                           | ۲۲٫۳۲٪                              |
| پارامونت گلوبال                         | پارامونت پیکچرز                            | ۸ مه ۱۹۱۲                  | - میرامکس (۴۹٪)                                                          | - ام‌تی‌وی اینترتینمنت استودیوز                             | - نیکلودئون موویز - پارامونت پلیرز - ریپابلیک پیکچرز  | - استودیوی انیمیشن نیکلودئون - پارامونت انیمیشن                                                                                     | - میرامکس (۴۹٪)                                                                                                   | - ویاکام۱۸ استودیوز (۱۳٫۰۱٪) - پارامونت دیجیتال استودیوز                                                                                             | پارامونت پلاس پلوتو تی‌وی شوتایم بت‌پلاس نیک پلاس جیو سینما (۱۳٫۰۱٪) مای‌فایو شوتایم | ۱۷٫۵٪                               |
| برادران وارنر (برادران وارنر دیسکاوری)  | برادران وارنر پیکچرز نیو لاین سینما        | ۴ آوریل ۱۹۲۳ ۱۸ ژوئن ۱۹۶۷  | - اچ‌بی‌او فیلمز - گروه رسانه‌ای اسپای‌گلس                                   | - سی‌ان‌ان فیلمز - دی‌سی استودیوز                            | - کارتون نت‌ورک                                        | - کارتون نتورک استودیوز - وانگ فیلم (۵۰٪) - برادران وارنر انیمیشن - برادران وارنر - گروه انیمیشن وارنر                              | - دی‌سی اینترتینمنت - سینمکس - گروه فلگ‌شیپ انترتیمنت (۴۹٪)                                                         | - کسل راک انترتینمنت - ترنر اینترتینمنت - برادران وارنر ژاپن                                                                                         | مکس (رسانه اینترنتی) دیسکاوری پلاس                                                | ۱۲٫۵۳٪                              |
| استودیوهای والت دیزنی (شرکت والت دیزنی) | والت دیزنی پیکچرز استودیوهای قرن بیستم     | ۱۶ اکتبر ۱۹۲۳ ۳۱ مه ۱۹۳۵   | - شبکه‌های تلویزیونی A&E (۵۰٪) - دیزنی نیچر - هولو (۶۷٪) - سرچلایت پیکچرز | - فهرست فیلم‌های اختصاصی شبکه دیزنی - ای‌اس‌پی‌ان فیلمز (۸۰٪) | - لوکاس‌فیلم - مارول استودیوز                          | - انیمیشن قرن بیستم - لوکاس‌فیلم انیمیشن - مارول انیمیشن - پیکسار - استودیو انیمیشن والت دیزنی                                       | - شبکه‌های تلویزیونی A&E (۵۰٪) - والت دیزنی هند - ریجنسی انترتینمنت (۲۰٪) - فاکس استار استودیوز - مارول انترتینمنت | - یوتی‌وی موشن پیکچرز - وایس مدیا (۱۶٪) - استودیو سینمایی والت دیزنی - استودیو والت دیزنی سونی پیکچرز - دیزنی ورلد سینما - استودیو سینمایی والت دیزنی | دیزنی پلاس هولو (۶۷٪) ای‌اس‌پی‌ان پلاس (۸۰٪) دیزنی پلاس هات‌استار استار پلاس          | ۲۶٫۸۷٪                              |
| سونی پیکچرز (سونی)                      | کلمبیا پیکچرز ترایستار پیکچرز              | ۱۰ ژانویه ۱۹۲۴ ۲ مارس ۱۹۸۲ | - سونی پیکچرز کلاسیکس                                                    | - افرم فیلمز - گوست کورپ - اسکرین جمز - استیج ۶ فیلمز     | - افرم فیلمز - گوست کورپ - اسکرین جمز - استیج ۶ فیلمز | - کرانچی‌رول ئی‌ام‌ئی‌ای - کرانچی‌رول - مدهاوس (۵٪) - سونی پیکچرز انیمیشن - سونی پیکچرز ایمج‌ورکز                                         | - ۳۰۰۰ پیکچرز - دستینیشن فیلمز - لفت بنک پیکچرز - سونی پیکچرز ژاپن - گروه سینمایی سونی پیکچرز                     | - خریدهای جهانی سونی پیکچرز - تری‌استار پروداکشن | کرانچی‌رول فانیمیشن                                                                | ۱۲٫۷۳٪                              |

### سابق
استودیوهای بزرگ سابق:
- مترو گلدوین مایر
- آر.ک.ئو
- یونایتد آرتیستس
- استودیو قرن بیستم

## استودیوهای نیمه بزرگ
- امبلین پارتنرز
- لاینزگیت فیلمز
- مترو گلدوین مایر
- اس‌تی‌اکس انترتینمنت